# Diphyus effigialis
Diphyus effigialis là một loài tò vò trong họ Ichneumonidae.